# Istres Ouest Provence Volley-Ball 2013-2014
Questa voce raccoglie le informazioni riguardanti l'Istres Ouest Provence Volley-Ball nelle competizioni ufficiali della stagione 2013-2014.

## Organigramma societario
Area direttiva
- Presidente: Gilbert Louis

Area tecnica
- Allenatore: Jean-Pierre Staelens

## Rosa
| N° | Nome             | Ruolo | Data di nascita  | Nazionalità sportiva |
| -- | ---------------- | ----- | ---------------- | -------------------- |
| 1  | Yulia Stoyanova  | S     | 22 luglio 1985   | Bulgaria             |
| 2  | Dana Cranston    | S     | 5 dicembre 1991  | Canada               |
| 3  | Adeline Lefèvre  | L     | 6 febbraio 1994  | Francia              |
| 4  | Mari Hole        | S     | 3 agosto 1990    | Norvegia             |
| 5  | Julieta Lazcano  | C     | 25 luglio 1989   | Italia               |
| 6  | Odette Ndoye     | S     | 25 agosto 1992   | Francia              |
| 7  | Ivana Vasin      | P     | 13 maggio 1982   | Serbia               |
| 8  | Pauline Soullard | C     | 24 aprile 1985   | Francia              |
| 9  | Nora Bogdanova   | C     | 9 giugno 1991    | Bulgaria             |
| 10 | Diane Picard     | P     | 11 agosto 1995   | Francia              |
| 11 | Leslie Cikra     | S/O   | 12 dicembre 1990 | Stati Uniti          |
| 12 | Alyssa D'Errico  | L     | 28 marzo 1989    | Stati Uniti          |
| 13 | Alexia Joffrin   | S/O   | 26 ottobre 1994  | Francia              |